# Wilfried Happio
Wilfried Happio (Bourg-la-Reine, 22 de septiembre de 1998) es un deportista francés que compite en atletismo, especialista en las carreras de vallas. Ganó una medalla de plata en el Campeonato Europeo de Atletismo de 2022, en la prueba de 400 metros vallas.

## Palmarés internacional
| Campeonato Europeo | Campeonato Europeo | Campeonato Europeo | Campeonato Europeo |
| Año                | Lugar              | Medalla            | Prueba             |
| ------------------ | ------------------ | ------------------ | ------------------ |
| 2022               | Múnich (Alemania)  | Medalla de plata   | 400 m vallas       |